# 黑斑蝗莺

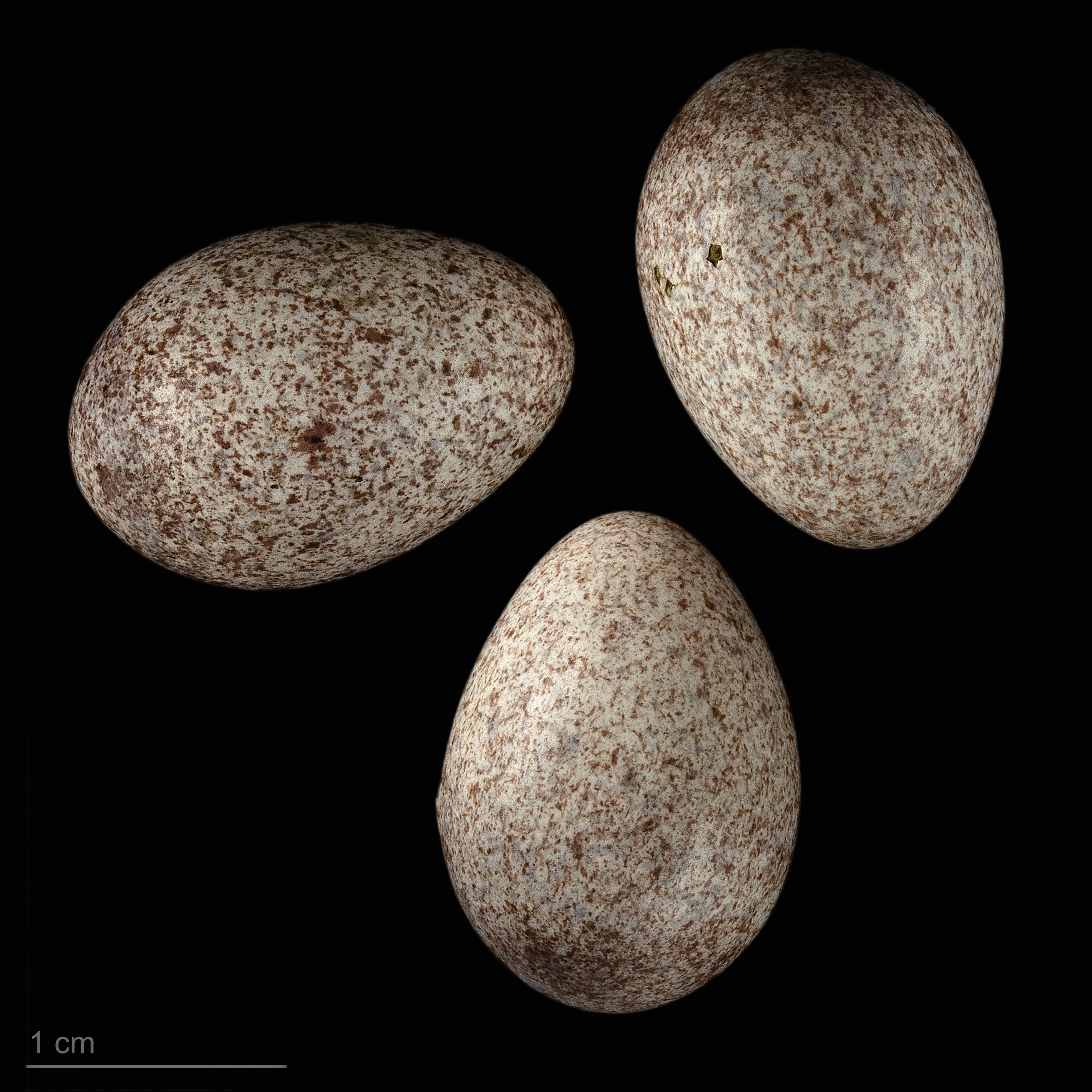
卵 Locustella naevia

黑斑蝗莺（学名：Locustella naevia）为鶲科蝗莺属的鸟类，在欧洲和亚洲温带地区都有分布。该物种的模式产地在意大利。

## 亚种
- 黑斑蝗莺新疆亚种（学名：Locustella naevia straminea）。在中国大陆，分布于新疆等地。该物种的模式产地在突厥斯坦地区。[2]